# Soulcalibur VI
Soulcalibur VI (яп. ソウルキャリバーVI Со:рукяриба: Сикусу) — видеоигра в жанре файтинг, часть серии Soul, разработанная и изданная компанией Bandai Namco Entertainment для PlayStation 4, Xbox One и PC-совместимых компьютеров под управлением Windows.

## Геймплей
Игра представляет собой файтинг. В бою на 3D аренах сходятся два противника, вооружённых различным оружием.
Новой для серии механикой в игре стала Reversal Edge — она позволяет игроку защититься от атаки и быстро ударить в ответ, при этом срабатывает эффект замедления времени.

## Сюжет
Soulcalibur VI является перезапуском серии. Действие разворачивается в XVI веке и позволяет взглянуть на события первой игры Soulcalibur, чтобы раскрыть «скрытые тайны».

### Персонажи
В Soulcalibur VI представлено более 20 персонажей, а также доступно 100 ячеек для создания своих собственных героев.
Новые персонажи отмечены жирным. Гостевые отмечены курсивом.
- 2B (DLC)
- Азвел
- Айви
- Астарот
- Вольдо
- Геральт из Ривии (DLC)
- Гро
- Ёсимицу
- Засаламель
- Зигфрид
- Инферно
- Кассандра (DLC)
- Килик
- Кошмар
- Макси
- Мицуруги
- Рафаэль
- Сервантес
- Софития
- Сон Мина
- Сянхуа
- Таки
- Талим
- Тира (DLC)
- Хаомару (DLC)
- Эми (DLC)

## Разработка
Игра была анонсирована в ходе The Game Awards 2017. Разработка игры к этому моменту велась уже в течение трёх лет. Продюсер Мотохиро Окубо назвал её выход празднованием 20-летнего юбилея серии. Bandai Namco при разработке сильней сфокусировались на сюжете, чем в предыдущих играх.
Игра использует движок Unreal Engine 4, как и предыдущий файтинг компании Tekken 7. Согласно Окубо, во время разработки кодовым именем игры было «Luxor», так как команда намеревалась сделать игру более яркой наподобие того, какой была первая Soulcalibur. Дополнительные механики были предложены, чтобы облегчить игрокам уровень вхождения.
Игра вышла на PlayStation 4, Xbox One и Windows 19 октября 2018 года. Её коллекционное издание включает артбук, саундтрек, статуэтку Софитии и металлическую обложку. Сезонный пропуск для игры предлагает 4 персонажей и дополнительные элементы для кастомизации своего внешнего вида.
На EVO 2019 был анонсирован второй сезонный пропуск, включающий в себя 4 новых персонажа. Первым персонажем второго сезонного пропуска стал Хаомару из серии Samurai Shodown.

## Оценки
| Сводный рейтинг       | Сводный рейтинг |
| Агрегатор             | Оценка          |
| --------------------- | --------------- |
| GameRankings          | 83,36 %         |
| Metacritic            | 84              |
| Иноязычные издания    |                 |
| Издание               | Оценка          |
| Destructoid           | 85 %            |
| EGM                   | 80 %            |
| Game Informer         | 88 %            |
| GameRevolution        | 90 %            |
| GameSpot              | 80 %            |
| IGN                   | 89 %            |
| VideoGamer            | 80 %            |
| 4Players              | 84 %            |
| HobbyConsolas         | 85 %            |
| New York Daily News   | 100 %           |
| Русскоязычные издания |                 |
| Издание               | Оценка          |
| 3DNews                | 8,5/10          |
| Riot Pixels           | 83 %            |
| «Игромания»           | [ 30 ]          |
| «Игры Mail.ru»        | 8,5/10          |

Игра была в общем встречена положительно. Game Informer и EGM положительно отметили сюжетный режим. VideoGamer — графику, а Destructoid — музыку и набор персонажей. Критик Game Revolution отметил, что для него Soulcalibur VI стал одним из файтингов, играть в которые ему больше всего понравилось. IGN подвело итог так: «Новые механики добавляют новый слой для тактики и вдумчивой игры, тогда как один-два удара Libra of Soul и Soul Chronicle предоставят многие часы фантастического соло контента.» 4Players отметили сетевой код, тогда как HobbyConsolas подчеркнули режим создания персонажа. Тамур Хуссейн в своём обзоре для GameSpot назвал его «одновременно интуитивным и глубоким».
Игра добралась до 5 строчки чарта продаж Великобритании. В Японии за первую неделю было продано 24 049 копий игры, что поставило её на третье место среди игр. В чартах Австралии и Новой Зеландии она заняла соответственно 8 и 7 места. В США она стала 8-й самой скачиваемой игрой в PlayStation Store в октябре 2018 года.
Игра была номинирована на The Game Awards 2018 как «Лучший файтинг».